# Copa del Món de Futbol de 1974 - Grup 4
El Grup 4 de la Copa del Món de Futbol 1974, disputada a l'Alemanya Occidental, estava compost per quatre equips, que s'enfrontaren entre ells amb un total de 6 partits. Els dos millors classificats passaren a jugar la segona fase.

## Integrants
El grup 4 està integrat per les seleccions següents:
| Polònia | Argentina | Itàlia | Haití |
| ------- | --------- | ------ | ----- |

## Classificació
| Pos | Equip     | PJ | PG | PE | PP | GF | GC | DG  | Pts | Classificació           |
| --- | --------- | -- | -- | -- | -- | -- | -- | --- | --- | ----------------------- |
| 1   | Polònia   | 3  | 3  | 0  | 0  | 12 | 3  | +9  | 6   | Avança a la segona fase |
| 2   | Argentina | 3  | 1  | 1  | 1  | 7  | 5  | +2  | 3   | Avança a la segona fase |
| 3   | Itàlia    | 3  | 1  | 1  | 1  | 5  | 4  | +1  | 3   |                         |
| 4   | Haití     | 3  | 0  | 0  | 3  | 2  | 14 | −12 | 0   |                         |

## Partits

### Itàlia vs Haití
| Itàlia                                  | 3–1     | Haití     |
| --------------------------------------- | ------- | --------- |
| Rivera 52' · Benetti 66' · Anastasi 79' | Informe | Sanon 46' |

### Polònia vs Argentina
| Polònia                    | 3–2     | Argentina                   |
| -------------------------- | ------- | --------------------------- |
| Lato 7', 62' · Szarmach 8' | Informe | Heredia 60' · Babington 66' |

### Argentina vs Itàlia
| Argentina    | 1–1     | Itàlia             |
| ------------ | ------- | ------------------ |
| Houseman 20' | Informe | Perfumo 35' (p.p.) |

### Haití vs Polònia
| Haití | 0–7     | Polònia                                                         |
| ----- | ------- | --------------------------------------------------------------- |
|       | Informe | Lato 17', 87' · Deyna 18' · Szarmach 30', 34', 50' · Gorgoń 31' |

### Argentina vs Haití
| Argentina                                   | 4–1     | Haití     |
| ------------------------------------------- | ------- | --------- |
| Yazalde 15', 68' · Houseman 18' · Ayala 55' | Informe | Sanon 63' |

### Polònia vs Itàlia
| Polònia                  | 2–1     | Itàlia      |
| ------------------------ | ------- | ----------- |
| Szarmach 38' · Deyna 44' | Informe | Capello 85' |